# Capilla Cox
Capilla Cox es una localidad ubicada en la comuna de Chillán, en la Región de Ñuble, Chile. Según el censo chileno de 2017, posee 729 habitantes.
La localidad recibe su nombre de una iglesia ubicada en las tierras que pertenecieron a la familia Cox, quienes fueron los administradores de la zona donde se encuentra la aldea. De las edificaciones originales de la hacienda, solo la casona ha perdurado y actualmente es administrada por Carabineros de Chile. En 2023, el Ministerio de Bienes Nacionales anunció la creación de una Escuela de Formación de Carabineros en la localidad.